# Laura Stacey
Laura Stacey (née le 5 mai 1994 à Mississauga, dans la province de l'Ontario) est une joueuse canadienne de hockey sur glace. Elle évolue au poste d'attaquante dans l'équipe de Montréal de la Ligue professionnelle de hockey féminin. 
Elle remporte une médaille d'argent aux Jeux olympiques de Pyeongchang en 2018 et une médaille d'or aux Jeux olympiques de Pékin en 2022. Elle représente également le Canada dans trois championnats du monde, remportant une médaille d'or, d'argent et de bronze.
Elle remporte également la Coupe Clarkson avec le Thunder de Markham en 2018.
En janvier 2024, elle commence la première saison de la Ligue professionnelle de hockey féminin en tant que capitaine adjointe de l'équipe de Montréal.

## Biographie

### En club
Le 23 janvier 2012, Stacey choisie de participer au championnat NCAA en jouant pour l'équipe de l'université de Darmouth, le Big Green de Dartmouth où elle reste quatre ans. Sa dernière année, elle est sélectionnée lors du repêchage de la Ligue canadienne de hockey féminin(LCHF) en 3e choix au total par le Thunder de Brampton.
Elle fait ses débuts dans la LCHF le 8 octobre 2016 et inscrit son premier but le lendemain. Stacey enregistre son premier match à plusieurs points dès le 16 octobre, contre les Canadiennes de Montréal, avec deux aides. Lors de sa première saison, elle est sélectionnée pour participer au 3e match des étoiles dans l'équipe blanche, au côté de Laura Fortino ou encore Jess Jones. Elle est également nommée « Recrue de l'année » de la LCHF.
À la suite du déménagement de la franchise, Laura Stacey signe à nouveau avec le Thunder de Markham. Après une saison 2017-2018 mitigée où le club accroche les séries de justesse, le Thunder poursuit son parcours jusqu'en finale. Stacey apparaît dans la finale contre le HC Red Star Kunlun et inscrit le but gagnant à 2 minute 11 de la fin du match, lors des prolongations 4 contre 4, permettant au Thunder de remporter la première Coupe Clarkson de son histoire.
À la suite de la dissolution de la LCHF en 2019, elle joue des matchs en 2020 et 2021 avec la Professional Women's Hockey Players Association (PWHPA), organisation ayant pour but de former une ligue professionnelle féminine mais dont la progression a été ralentie par la pandémie de Covid-19.

### Ligue professionnelle de hockey féminin
Le 5 septembre 2023, Marie-Philip Poulin, Laura Stacey et Ann-Renée Desbiens signent avec l'équipe de Montréal de la Ligue professionnelle de hockey féminin et en deviennent les trois premières joueuses officielles. Le 29 décembre 2023, elle est nommée capitaine adjointe de l'équipe. Elle marque son premier but contre la gardienne Emerance Maschmeyer lors du premier match de l'équipe alors que celle-ci affronte l'équipe d'Ottawa battue en prolongation 3 à 2.

### En équipe nationale
Lors de la saison 2011-2012 de l'équipe du Canada de hockey sur glace elle participe à la sélection des moins de 18 ans dans une série de trois matchs contre les États-Unis. Elle représente l'équipe de l'Ontario lors des Jeux d'hiver du Canada en 2011 et inscrit un but pour aider son équipe à remporter la médaille d'or. 
Stacey participe au championnat du monde des moins de 18 ans en 2012, inscrivant trois points lors de la défaite 13-1 de l'équipe de Suisse. Après avoir été écartée quatre ans des sélections, elle est choisie pour la première fois en équipe sénior à l'occasion des championnats du monde en 2017 à la suite du départ à la retraite de certaines joueuses vedettes telles que Caroline Ouellette, Jayna Hefford ou encore Gillian Apps qui laisse place aux joueuses plus jeunes. Elle participe l'année suivante aux Jeux olympiques de Pyeongchang et remporte une médaille d'argent.  
Stacey revient pour le championnat du monde 2019 où elle inscrit finalement son premier but en sélection nationale. Elle est à nouveau sélectionnée pour l'édition 2021, où le Canada remporte la médaille d'or pour la première fois en dix ans, puis à l'occasion des Jeux olympiques de Pékin en 2022. Elle inscrit quatre buts et deux aides, son meilleur résultat en équipe sénior, et accède à une médaille d'or olympique.

### Vie privée
Son arrière grand-père était l'ancien joueur de hockey King Clancy, intronisé au Temple de la renommée. Son grand oncle Terry Clancy était également joueur de hockey dans la LNH.
Elle s’est mariée avec la hockeyeuse et coéquipière Marie-Philip Poulin le 28 septembre 2024.

## Statistiques

### En club
| Saison      | Équipe                 | Ligue       |     | Saison régulière | Saison régulière | Saison régulière | Saison régulière | Saison régulière |   | Séries éliminatoires | Séries éliminatoires | Séries éliminatoires | Séries éliminatoires | Séries éliminatoires |
| Saison      | Équipe                 | Ligue       | PJ  | B                | A                | Pts              | Pun              | PJ               | B | A                    | Pts                  | Pun                  |                      |                      |
| 2012-2013   | Big Green de Dartmouth | NCAA        | 28  | 8                | 14               | 22               | 20               | -                | - | -                    | -                    | -                    |                      |                      |
| 2013-2014   | Big Green de Dartmouth | NCAA        | 27  | 4                | 12               | 16               | 26               | -                | - | -                    | -                    | -                    |                      |                      |
| 2014-2015   | Big Green de Dartmouth | NCAA        | 26  | 9                | 17               | 26               | 6                | -                | - | -                    | -                    | -                    |                      |                      |
| 2015-2016   | Big Green de Dartmouth | NCAA        | 27  | 10               | 13               | 23               | 18               | -                | - | -                    | -                    | -                    |                      |                      |
| 2016-2017   | Thunder de Brampton    | LCHF        | 20  | 11               | 13               | 24               | 6                | -                | - | -                    | -                    | -                    |                      |                      |
| 2017-2018   | Canada                 | AMHL        | 16  | 4                | 3                | 7                | 2                | -                | - | -                    | -                    | -                    |                      |                      |
| 2017-2018   | Thunder de Markham     | LCHF        | 2   | 2                | 2                | 4                | 0                | 3                | 1 | 0                    | 1                    | 0                    |                      |                      |
| 2018-2019   | Thunder de Markham     | LCHF        | 24  | 8                | 17               | 25               | 22               | 3                | 0 | 0                    | 0                    | 2                    |                      |                      |
| 2024        | Équipe de Montréal     | LPHF        | 23  | 10               | 8                | 18               | 2                | 3                | 0 | 1                    | 1                    | 0                    |                      |                      |
| Totaux NCAA | Totaux NCAA            | Totaux NCAA | 108 | 31               | 56               | 87               | 70               |                  |   |                      |                      |                      |                      |                      |
| Totaux LCHF | Totaux LCHF            | Totaux LCHF | 46  | 21               | 32               | 53               | 28               | 6                | 1 | 0                    | 1                    | 2                    |                      |                      |

### En équipe nationale
| Année | Équipe          | Compétition                   |   | PJ | B | A | Pts | Pun | +/-                |  | Résultat |
| 2011  | Canada - 18 ans | Championnat du monde - 18 ans | 5 | 3  | 4 | 7 | 2   | +1  | Médaille d'argent  |  |          |
| 2012  | Canada - 18 ans | Championnat du monde - 18 ans | 5 | 4  | 3 | 7 | 4   | +9  | Médaille d'or      |  |          |
| 2017  | Canada          | Championnat du monde          | 5 | 0  | 0 | 0 | 4   | +1  | Médaille d'argent  |  |          |
| 2018  | Canada          | Jeux olympiques               | 5 | 0  | 1 | 1 | 0   | 0   | Médaille d'argent  |  |          |
| 2019  | Canada          | Championnat du monde          | 7 | 1  | 2 | 3 | 2   | +3  | Médaille de bronze |  |          |
| 2021  | Canada          | Championnat du monde          | 1 | 0  | 0 | 0 | 0   | 0   | Médaille d'or      |  |          |
| 2022  | Canada          | Jeux olympiques               | 7 | 4  | 2 | 6 | 6   | +6  | Médaille d'or      |  |          |

## Trophées et honneurs personnels

### Ligue professionnelle de hockey féminin
- 2024 : participe au Match des étoiles de la LPHF